# Gosławice (Konin)
Gosławice – dzielnica Konina położona w północnej części miasta, około 7 km. na północ od centrum Konina. Położona jest nad brzegiem Jeziora Gosławskiego.

## Historia
Pierwsza wzmianka o Gosławicach pochodzi z 1280 r., kiedy to Przemysł II potwierdził nadanie osady klasztorowi w Lądzie (już we wcześniejszych wiekach istniał w Gosławicach gród, którego ślady zniszczono w trakcie budowy odkrywki „Gosławice”). Trzy lata później wieś przeszła w ręce arcybiskupów gnieźnieńskich, następnie była także własnością szlachecką. W marcu 1944 roku Niemcy zorganizowali tu obóz pracy, obejmujący swym zasięgiem także okoliczne wsie (Maliniec, Cukrownia Gosławice). Do końca okupacji niemieckiej przez obóz przeszło ponad 15 tys. Polaków, pracujących przy budowie fortyfikacji wojskowych. W latach 1954–1972 wieś należała i była siedzibą władz gromady Gosławice. W 1976 r. Gosławice włączono w skład miasta Konina.
Gorzelnia, która mieści się w niedużej odległości od zamku, według niektórych źródeł znajdujących się w Wojewódzkim Inspektoracie Zabytków, zbudowana jest na ruinach zamku z czasów Bolesława Chrobrego. Zamek został doszczętnie zniszczony, pozostały po nim tylko fundamenty, na których zbudowano gorzelnię.
W Gosławicach mieści się elektrownia Konin (583 MW), wchodząca w skład PAK. Wzniesiona została w latach 1954–1964, i była pierwszą w Polsce elektrownią, wybudowaną po II wojnie światowej, w której jako paliwo wykorzystywano węgiel brunatny. Na południe od zabudowań osiedla położone jest wyrobisko nieczynnej odkrywki węgla brunatnego „Gosławice”, eksploatowanej w latach 1957–1974.
W 1967 roku utworzono Państwowe Gospodarstwo Rybackie, które hoduje takie gatunki, jak pstrąg, karp czy jesiotr.

## Zabytki

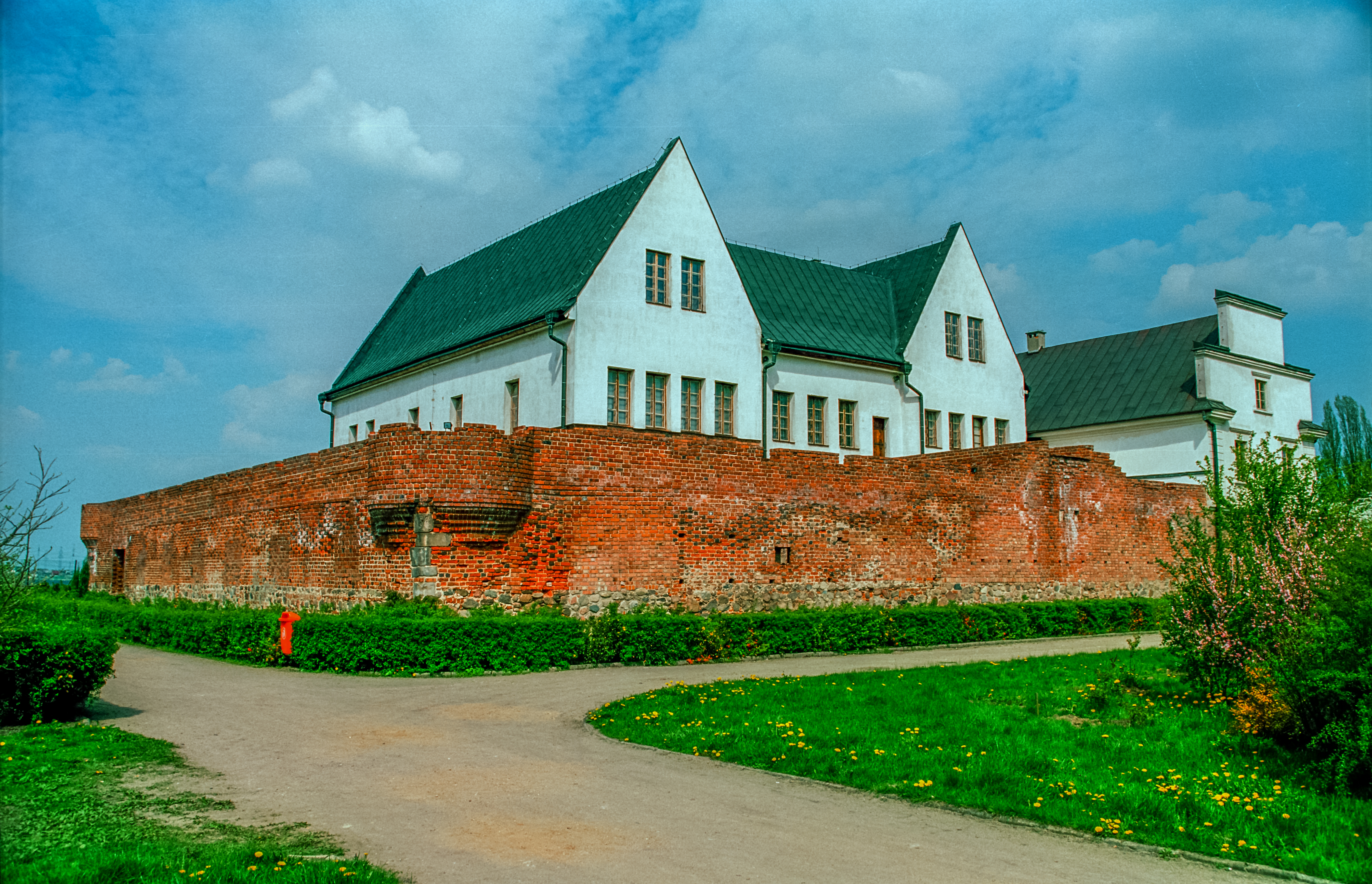
Zamek w Gosławicach

W Gosławicach znajduje się kilka zabytków:
- Kościół św. Andrzeja Apostoła, wybudowany w pierwszej połowie XV wieku; jest gotycką budowlą centralną; do ośmiobocznej nawy przylegają cztery pomieszczenia – prezbiterium, dwie kaplice i kruchta[2].
- Zamek, usytuowany nad brzegiem jeziora; wzniesiony z cegły w latach 1418–1426, składa się z dwóch równolegle ustawionych piętrowych budynków; zamek otoczony jest wysokim murem; obecnie mieści się tu siedziba Muzeum Okręgowego[2].
- Dworek, wybudowany w pierwszej połowie XIX wieku, kopia zniszczonego obiektu w Ruszkowie I.

Oprócz Gosławic w skład tej dzielnicy wchodzi jeszcze oddalone o 1 km na północ, osiedle Gaj.